# A Disintegrin and Metalloprotease With Thrombospondin Motifs-3

Domänen-Organisation der ADAMTS3 Protease

A Disintegrin and Metalloprotease With Thrombospondin Motifs-3 (ADAMTS3) ist ein proteinspaltendes Enzym (Proteinase). ADAMTS3 gehört zur Gruppe der Metalloproteinasen, spezifischer in die ADAMTS-Familie, die im Menschen 19 Mitglieder umfasst.

## Funktionen
Obwohl ADAMTS3 in die ADAMTS-Untergruppe der Prokollagenasen eingeordnet wird und in vitro Prokollagen proteolytisch schneidet, ist ihr hauptsächliches Substrat der Wachstumsfaktor VEGF-C. Die Aktivierung von VEGF-C erfolgt, indem ADAMTS3 ein N-terminales Propeptid proteolytisch abspaltet. Dementsprechend liegt die Hauptfunktion von ADAMTS3 in der Regulation des Lymphgefäßwachstums (der Lymphangiogenese). Während der Embryonalentwicklung ist ADAMTS3 für die Entwicklung des Lymphgefäßsystems essentiell.
Ob ADAMTS3 auch im erwachsenen Organismus für die Aufrechterhaltung und Neubildung von Lymphgefäßen (z. B. bei der Wundheilung) notwendig ist, ist z. Z. noch ungeklärt, da andere Enzyme (z. B. Plasmin) VEGF-C zumindest in-vitro aktivieren können.

## Krankheitsrelevanz
Mutationen im ADAMTS3-Gen sind verantwortlich für die Erbkrankheit Hennekam-Syndrom Typ III.